# Stig Colliander
Stig Wilhelm Colliander, född 3 augusti 1916 i Landskrona församling i Malmöhus län, död 31 januari 2014 i Vantörs församling i Stockholm, var en svensk militär.

## Biografi
Colliander avlade studentexamen i Eskilstuna 1936. Han avlade officersexamen vid Krigsskolan 1939 och utnämndes samma år till fänrik vid Skånska kavalleriregementet, där han befordrades till löjtnant 1941. År 1942 inträdde han i pansartrupperna i samband med att Skånska kavalleriregementet omorganiserades till Skånska pansarregementet. Han befordrades till kapten i pansartrupperna 1947, studerade vid Krigshögskolan 1948–1950 och var chef för Organisations- och utrustningsdetaljen i Pansaravdelningen vid Arméstaben 1954–1956. År 1957 befordrades han till major i Fälttygkåren, varefter han var chef för Arméns motorskola 1957–1961 och inträdde i pansartrupperna 1958. Han befordrades 1962 till överstelöjtnant, varefter han var utbildningsofficer vid Norra skånska infanteriregementet 1962–1963 och vid Norra skånska regementet 1963–1968. Han var chef för Norra skånska pansarbrigaden 1968–1968. År 1968 befordrades Colliander till överste, varefter han var chef för Pansartruppskolan 1968–1970 och chef för Södermanlands regemente 1970–1976. Han befordrades 1973 till överste av första graden och var tillika befälhavare för Södermanlands försvarsområde 1973–1976.
Stig Colliander var son till Sven Colliander och Carin Colliander (född Wernersson).

## Utmärkelser
- Riddare av första klass av Svärdsorden, 1958.[6]
- Kommendör av Svärdsorden, 1972.[7]
- Kommendör av första klassen av Svärdsorden, 1974.[8]